# LOVE CENTRAL
『LOVE CENTRAL』（ラブ セントラル）は、2010年11月30日に発売された、DREAMS COME TRUEの16枚目のスタジオ・アルバム。

## 概要
前作『DO YOU DREAMS COME TRUE?』から約1年8か月ぶりとなるアルバムである。通常盤と初回限定盤の2形態で発売された。通常盤・初回限定盤には共通して「CDサイズ25面折りたたみジャケット」と「歌詞ブックレット」が付属しており、さらに初回限定盤には「3Dチェンジングケース」と「LOVE CENTRAL PHOTO BOOK」が付属しており、ケースもトールサイズ・デジパックとなっている。
ユニバーサルミュージック移籍以降、アルバムの初回限定にはDVD作品が付属するのが慣例となっていたが本作には付属せず、
収録曲のミュージックビデオは翌年2011年に開催された「DREAMS COME TRUE WONDERLAND 2011」のパンフレットに特典DVDとして
メイキングと共に収録されている。
先行シングルの「その先へ」「ねぇ」「生きてゆくのです♡」「LIES, LIES.」を全て収録しており、「LIES, LIES.」はALBUM VERSIONとなっている。また、配信限定シングルとしてリリースされた「GODSPEED!」が本作で初めてCD音源化となった。
今までほとんど中村正人が編曲を手掛けていたが、本作では吉田美和が編曲に参加する曲が数曲ある。具体的には「ANOTHER JUNK IN MY TRUNK」のドラムパターンや「生きてゆくのです♡」のベースラインなどのアレンジをしている。
また自社レーベル主催の冬フェス『WINTER FANTASIA 2010 〜 DCTgarden "THE LIVE!!!"』において、このアルバムの収録曲すべてを収録順で演奏したものの、翌年が「DREAMS COME TRUE WONDERLAND2011」の開催年であるため本作を引っ提げての全国ツアーは行われていない。なお、「WONDERLAND2011」や以降のライブで本作収録作品が披露される機会もある。

## 収録曲
1. LOVE CENTRAL
  - 作詞：吉田美和 / 作曲・編曲：中村正人
  - 本作のオープニングテーマ。曲のモチーフには前アルバム収録曲の「MERRY-LIFE-GOES-ROUND」と「TRUE, BABY TRUE.」が使われている。
2. その先へ
  - 作詞：吉田美和 / 作曲：中村正人・吉田美和・鎌田樹音 / 編曲：中村正人
  - 47thシングル。
  - フジテレビ系ドラマ『救命病棟24時』主題歌（第4シリーズ）
3. LIES, LIES. -ALBUM VERSION-
  - 作詞：吉田美和 / 作曲：吉田美和・中村正人 / 編曲：中村正人・吉田美和
  - 50thシングルのアルバムバージョン。曲の最後にエレキギターのパートが追加されている。
  - テレビ朝日系ドラマ『ナサケの女〜国税局査察官〜』主題歌
4. ANOTHER JUNK IN MY TRUNK
  - 作詞・作曲：吉田美和 / 編曲：中村正人・吉田美和
  - ミュージックビデオが製作され、翌年に行われた「DREAMS COME TRUE WONDERLAND 2011」のオフィシャルツアーブックに付属の特典DVDに収められている。
5. POISON CENTRAL
  - 作詞：吉田美和 / 作曲：吉田美和・中村正人 / 編曲：中村正人・吉田美和
  - ミュージックビデオが製作された。翌年に行われた「DREAMS COME TRUE WONDERLAND 2011」のオフィシャルツアーブックに付属の特典DVDに収められている。
6. FALL IN LOVE AGAIN
  - 作詞・作曲：吉田美和 / 編曲：中村正人
  - ファミリーマートオリジナルスイーツ『Sweets＋』タイアップソング
7. ねぇ
  - 作詞：吉田美和 / 作曲：吉田美和・中村正人 / 編曲：中村正人
  - 映画『FLOWERS -フラワーズ-』主題歌
  - 資生堂「TSUBAKI」夏のキャンペーンTVCMソング
  - 48thシングル。
8. せつなくなぃ?
  - 作詞：吉田美和 / 作曲・編曲：中村正人
9. 生きてゆくのです♡
  - 作詞・作曲：吉田美和 / 編曲：中村正人・吉田美和
  - 49thシングル。
  - POCARI SWEAT 30th タイアップソング
10. GODSPEED!
  - 作詞：吉田美和 / 作曲：中村正人・吉田美和 / 編曲：中村正人
  - 配信限定シングル。
  - アサヒビール バンクーバーオリンピック日本代表応援 CMソング
  - テレビ朝日系「アサヒビール Presents 夢追うチカラ − JAPAN DREAM −」テーマソング
  - 曲の終わりで次の曲のイントロがクロスフェードされている。
11. 風切って行こう！
  - 作詞：吉田美和 / 作曲・編曲：中村正人
12. MY DARLIN' DOGGYS♪
  - 作詞：吉田美和 / 作曲：中村正人・吉田美和 / 編曲：中村正人
  - それぞれ歌詞カードでは吉田が「吉田アホ美和」、中村が「中村天パ正人」とクレジットされている。
13. THE ONE
  - 作詞：吉田美和 / 作曲・編曲：中村正人

## 演奏
- 吉田美和
  - Vocal, Backing Vocal, Vocal / Backing Vocal Arrangement
  - Snare & Kick Drum Programming, Wind Chime, Triangle (#4)
  - Tambourine (#7)
  - Timpani (#10)
- 中村正人
  - All Instruments Performance by MIDI System
  - Backing Vocal (#1.2.5.6.7.9.11.12.13)
  - Electric Bass (#2.4-9.11.12.13)
  - Synth. Bass (#1.3.10.13)
- JUON (FUZZY CONTROL)
  - Vocal (#2)
  - Backing Vocal, Acoustic Guitar (#2.7)
  - Electric Guitar (#2.3.4.5.7.8.9.13)
- SATOKO (FUZZY CONTROL)
  - Drums, Additional Cymbal (#2)
  - Backing Vocal (#2.7)
  - Hand Clap (#7)
- JOE (FUZZY CONTROL)
  - Electric Bass (#2)
  - Backing Vocal (#2.7)
- 城戸紘志
  - Hi-Hat (#4)
  - Cymbal, Toms (#4.13)
- 大谷幸
  - Electric Organ (#4)
  - Acoustic Piano (#4.9.11.13)
  - Additional Brass Arrangement (#9.11)
- Robin Clark, Lea Lorien Alomer, Fonzi Thornton：Backing Vocal (#4.13)
- Greg Adams：Flugelhorn, Brass Arrangement (#4.13)
- Barry Danielian
  - Flugelhorn (#4)
  - Trumpet (#13)
- Andy Snitzer： Alto Saxophone, Tenor Saxophone (#4.13)
- Roger Rosenberg：Tenor Saxophone, Baritone Saxophone (#4.13)
- Mike Davis, Larry Farrell：Tenor Trombone (#4.13)
- 上杉洋史：Rhodes Piano (#6.9.11)
- 武藤良明：Electric Guitar (#6.11)
- 村上秀一：Drums (#7)
- 塩谷哲：Acoustic Piano (#7)
- 中沢ノブヨシ：Backing Vocal (#7)
- 浦嶋りんこ、LOVE、ehi & Nao★ (Who the Bitch)、高橋あず美：Backing Vocal, Hand Clap (#7)
- 扇谷研人：Electric Piano (#8.13)
- 佐々木史郎、奥村晶：Trumpet (#9.11)
- 勝田一樹 (DIMENSION)：Tenor Saxophone (#9.11)
- 河合わかば：Trombone (#9.11)
- SISTER USAGI：Backing Vocal (#9.12)
- Brian Dunne：Drums (#12)
- Larry Saltzman：Electric Guitar, Acoustic Guitar (#12)
- BARKING：Chi-Chi, Bongo (#12)